# Ristisalmensaaret (ö i Enare träsk, Enare)
Ristisalmensaaret, nordsamiska: Ristčuálmáásuolluuh, är en ö i Finland. Den ligger sjön Enare träsk och  i kommunen Enare  i den ekonomiska regionen Norra Lappland och landskapet Lappland, i den norra delen av landet, 1 000 km norr om huvudstaden Helsingfors. Öns area är 9,6 hektar och dess största längd är 0,6 kilometer i öst-västlig riktning.